# Подоконник
Подоконник —  элемент окна, его горизонтальная внутренняя часть, которая укладывается на одном уровне с нижней частью рамы или непосредственно под ней (встык с рамой). Подоконник ещё нужен для хранения вещей.

## Функции подоконника
Благодаря наличию подоконника увеличивается толщина тёплой воздушной прослойки возле окна и прилегающего к подоконнику участка стены.
Подоконник защищает часть стены под собой от проникновения дождевой влаги при её попадании в открытое окно. Служит декоративным целям организуя зрительный переход от внутреннего пространства помещения к окну, закрывает сверху оконную нишу, где обычно устанавливают батарею. Часто является подставкой для горшков с домашними цветами.
Подоконник упрощает процесс обслуживания окон (например, при необходимости вымыть стекло или повесить шторы и т. д.)
С развитием технологий в строительстве и дизайне подоконник приобретает новые функции. Широкий подоконник зрительно увеличивает комнату и её полезную площадь, его используют как место для сидения, стеллаж для книг, место для хранения вещей, как столешницу на кухне.

## Виды подоконников
| Виды подоконников       | Виды подоконников                                                        | Виды подоконников                                                                                |
| Мономатериальные        | Композитные                                                              | Композитные                                                                                      |
| Мономатериальные        | Доска                                                                    | Плёнка                                                                                           |
| ----------------------- | ------------------------------------------------------------------------ | ------------------------------------------------------------------------------------------------ |
| Деревянные              | Поливинилхлорид                                                          | Поливинилхлорид                                                                                  |
| Мраморные               | Древесно-стружечная плита / Древесно-волокнистая плита средней плотности | Шпон                                                                                             |
| Гранитные               | Древесно-полимерный композит                                             | Бумажно-слоистый пластик: - High Pressure Laminate - Continious Pressure Laminate - EPL-покрытие |
| из искусственного камня | Древесно-полимерный композит                                             | Бумажно-слоистый пластик: - High Pressure Laminate - Continious Pressure Laminate - EPL-покрытие |
| ПВХ подоконники         | Поливинилхлорид                                                          | Виды плёнок. По истираемости 1. ПВХ плёнка (бумага, лак) 2. Акриловое покрытие                   |